# غار زکریا
غار زکریا در نزدیکی شهر استهبان قرار دارد. این مکان در ابتدای ورودی تنگه‌ای به نام تنگ توده واقع شده‌است. در ادامه این مسیر، یعنی در ارتفاعات بعد از غار زکریا نیز مکان دیگری با نام غار کیمیا در سمت راست تنگه وجود دارد که در سال ۱۳۶۱ مورد بازدید و شناسایی گروه آرش قرار گرفته‌است.
طول غار 160 متر و اختلاف ارتفاع بین ابتدا و انتهای آن 29 متر می باشد. این غار از نوع آناستوموز تک گذرگاهی است که در داخل آهک های سازند جهرم تشکیل شده است. 
این غار عمق چندانی ندارد و با یک شیب ملایم رو به پایین به حوضچه‌ای منتهی می‌گردد. اینگونه حوضچه‌ها معمولاً فصلی هستند و در سال‌های پر باران قابل مشاهده می‌باشند.
نوع ساختار زمین‌شناسی و جنس سنگ‌ها در منطقه استهبان، احتمال وجود غارهای دیگری را در تنگ توده و رشته کوه ما بین استهبان و تنگ کرم (قمپ آتشکده) افزایش می‌دهد. در این میان می‌توان از غارهای چله خانه، چم زرد و گبر به عنوان نمونه نام برد که گزارش و کروکی آن‌ها نیز موجود می‌باشد.